# 坂本照雄
坂本 照雄（さかもと てるお、1972年6月5日 - 2012年7月7日）は、神奈川県出身の元 競輪選手。日本競輪学校（当時。以下、競輪学校）第73期生。師匠は小門道夫（競輪学校第26期生）。

## 来歴
相洋高等学校を経て競輪学校に入校。同期には村上義弘らがいる。在校競走成績は第41位（6勝）。
1994年4月17日、函館競輪場でデビューし2着。初勝利は同年4月28日の岸和田競輪場。同年8月9日に玉野競輪場で行われたルーキーチャンピオンレースでは、優勝した三村学に次いで2位に入った。
2012年7月7日、小田原競輪場第9レース、A級特予選に出走（発走時刻14時23分）。最後の直線で、前方で転倒して落車した選手を避けようとしてコースから外れ、幅80センチ、高さ2メートルある、写真判定用ミラーボックスの緩衝用マットに衝突。全身を強く打ち、競輪場に待機していた看護師の心臓マッサージと救急隊員によるAED治療を受けながら小田原市立病院に緊急搬送されたがほぼ即死状態であり、同年同日午後3時38分に死亡が確認された。享年41（40歳没）。死因は外傷性心肺不全。
2012年7月9日、選手登録消除。通算成績は1392戦151勝。通算優勝回数9回。
その後、小田原競輪場では毎年、坂本を偲び、事故が発生し亡くなった7月7日に選手、元選手、関係者などが集まり、バンク内で追悼の献花が行われている。